# Tracht

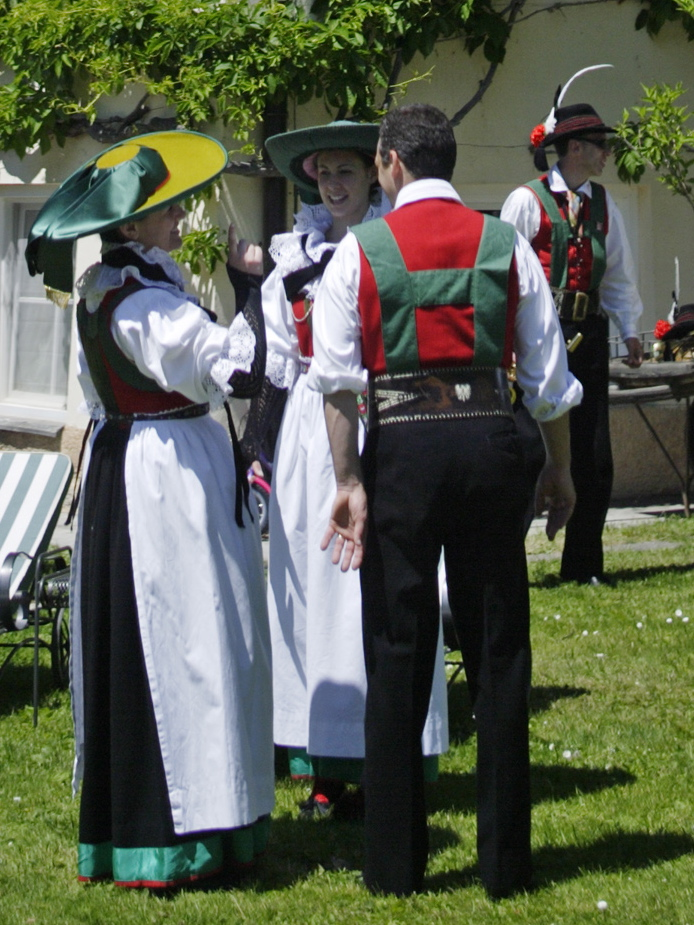
Esempio di Tracht indossato in Alto Adige

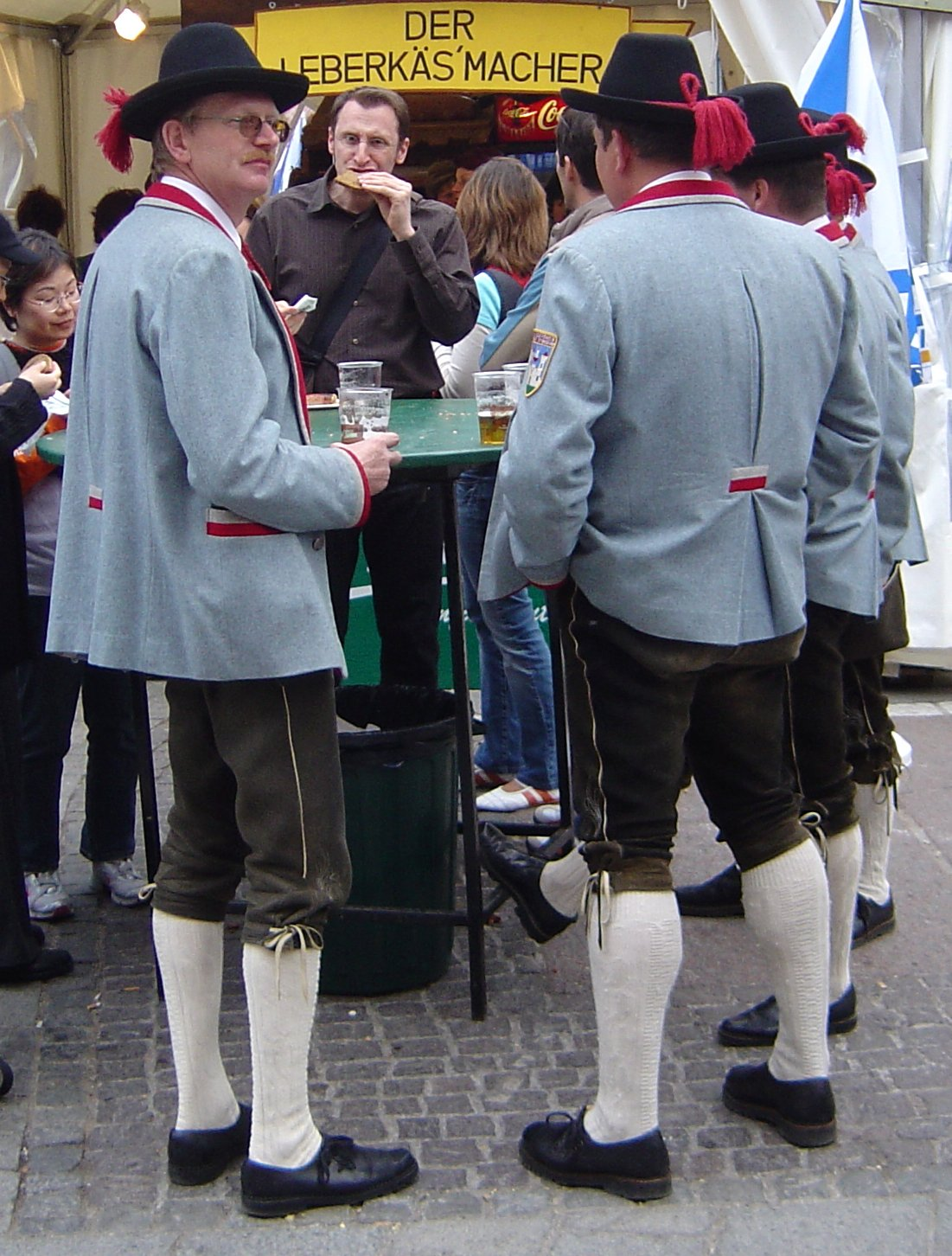
Esempio di Tracht austriaco

Esempio di Tracht indossato in Kanaltal

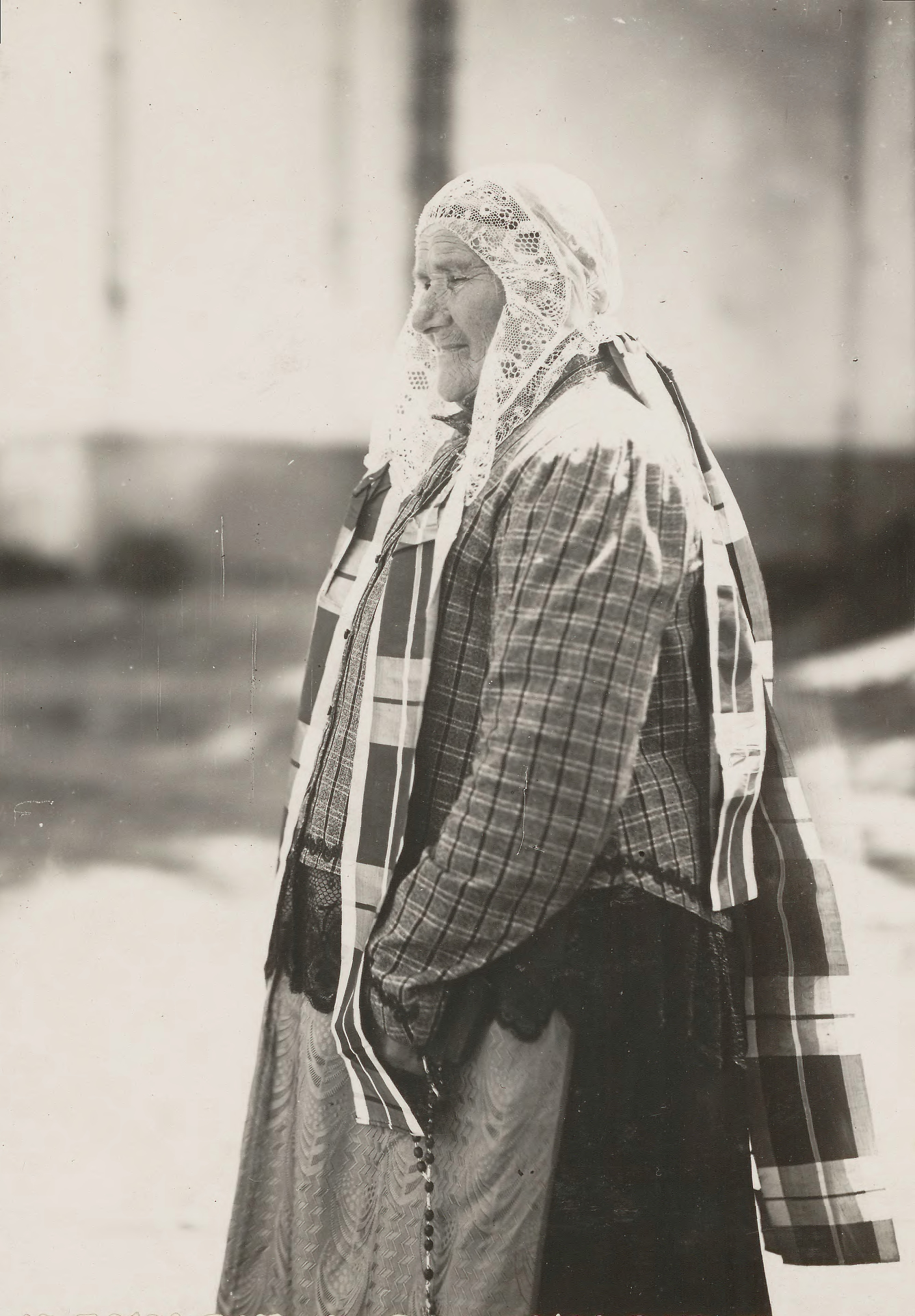
Esempio di Tracht slesiano in Prudnik

Il termine Tracht (o Ledertracht) indica un abito da festa tipico delle zone di lingua tedesca (Germania, Austria, Svizzera, Südtirol, Kanaltal) e di aree ad esse contigue come il Trentino. Nonostante sia tradizionalmente associato al tipico vestito tirolese, anche persone di diversa nazionalità utilizzano questo termine.

## Origine e uso del termine
Il termine tedesco Tracht proviene dal verbo tragen, ovvero "indossare". Originariamente, indicava il costume di una certa classe sociale in una determinata regione e in un determinato momento.
Oggigiorno, il termine Tracht indica il costume tradizionale di una certa regione, sulla base di come vestiva la gente del posto nel XIX secolo. L'aspetto temporale di un costume regionale, che incorpora elementi anche di alta moda, viene spesso ignorato; infatti è possibile acquistare un Tracht in normali negozi d'abbigliamento, se non addirittura nei centri commerciali, al di là del suo carattere "regionale".

## Storia
Il Tracht utilizzato dai tedeschi meridionali e dagli austriaci ha ispirato uno stile di moda del tutto nuovo, noto come Landhausmode. La Landhausmode è stata influenzata dai costumi dei contadini, dei paesani e della popolazione rurale, caratterizzati dall'uso di lino, di loden (un tipo tradizionale di feltro) e del ricamo.
In passato la qualità del Tracht indicava la ricchezza, ovvero lo status sociale, di una persona o di una famiglia, a seconda delle decorazioni e perline che questo portava, soprattutto nei vestiti femminili. Un esempio maschile è dato dal duca di Stiria Giovanni d'Asburgo-Lorena a cui piaceva andare a caccia indossando il Tracht.
Questi vestiti si utilizzano tuttora nelle sagre paesane, in particolari festività e cerimonie, ma anche come abito nuziale nei più tradizionali matrimoni.
Come completamento del vestito è il cappello, denominato Trachtenhut, che, quando viene indossato, non va mai tolto, nemmeno durante il pranzo o una celebrazione liturgica.
Anche le compagnie degli Schützen hanno i loro caratteristici Trachten.